# Saint-Denis-lès-Martel
Saint-Denis-lès-Martel [sɛ̃ dəni lɛ maʁtɛl] (occitanisch: Sent Daunís de Martèl) ist eine  französische Gemeinde mit 334 Einwohnern (Stand 1. Januar 2022) im Département Lot in der Region Okzitanien.

## Lage
Saint-Denis-lès-Martel liegt im Norden des Quercy und des Départements Lot auf dem Nordufer der Dordogne und besteht aus mehreren Weilern und Einzelgehöften. An der südöstlichen Gemeindegrenze mündet der Fluss Sourdoire in die Dordogne. Auch der Fluss Tourmente durchquert das Gemeindegebiet. Bis zur Kantonshauptstadt Martel sind es nur etwa sieben Kilometer (Fahrtstrecke) in westlicher Richtung.

## Geschichte

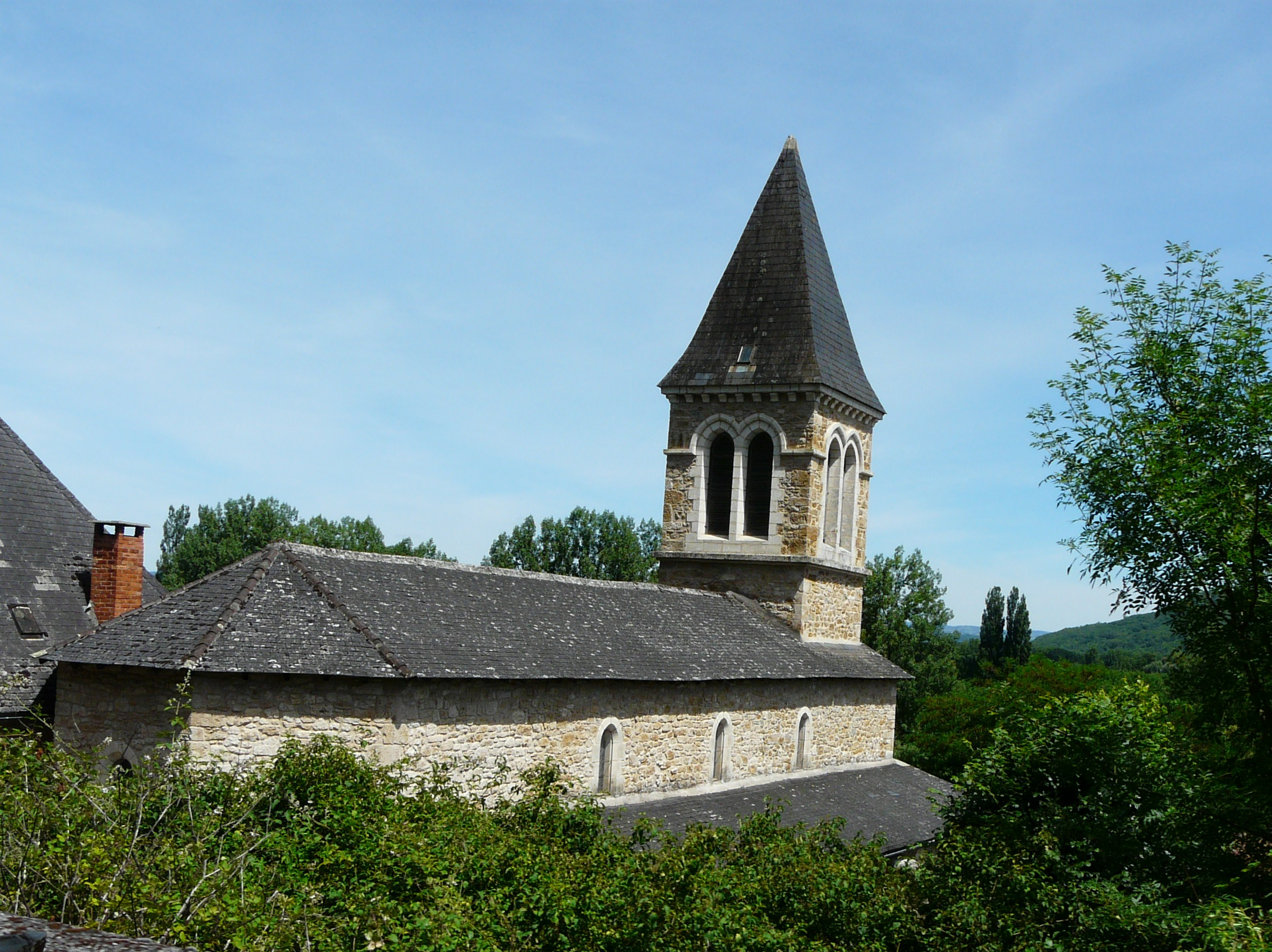
Kirche Saint-Denis

Auf dem Gebiet der heutigen Gemeinden Vayrac und Saint-Denis-lès-Martel spielte sich ein Jahr nach der Schlacht um Alesia (52 v. Chr.) die letzte Episode des von Julius Cäsar angeführten Gallischen Krieges ab, denn hier lag nach inzwischen einhelliger Meinung der Forscher das keltische oppidum Uxellodunum, der letzte Rückzugsort der Kelten vom Stamme der Cadurker. Cäsar griff bei seiner Belagerung zu einer anderen Taktik – er verschüttete die Quelle, die das keltische Dorf mit Wasser versorgte.

### Bevölkerungsentwicklung
| Jahr      | 1962 | 1968 | 1975 | 1982 | 1990 | 1999 | 2006 | 2017 |
| Einwohner | 512  | 437  | 338  | 358  | 324  | 362  | 397  | 333  |

Im 19. Jahrhundert hatte Saint-Denis-lès-Martel zeitweise knapp 900 Einwohner; zu Beginn des 20. Jahrhunderts waren es noch gut 700. Die Mechanisierung der Landwirtschaft und der daraus resultierende Verlust von Arbeitsplätzen sorgten in der Vergangenheit für einen kontinuierlichen Bevölkerungsrückgang bis zum Tiefpunkt in den 1970er Jahren.

## Wirtschaft
Saint-Denis-lès-Martel war und ist noch immer in hohem Maße landwirtschaftlich geprägt, wobei auch die Viehzucht (Rinder, Schweine, Geflügel) eine wichtige Rolle spielt. Im Herbst spielen traditionell auch Trüffel, Nüsse, Esskastanien und Obst (Äpfel, Feigen, Weintrauben etc.) eine wichtige Rolle bei der Versorgung der Menschen mit Nahrungsmitteln. Seit den 1960er Jahren trägt auch der Tourismus in Form der Vermietung von Ferienhäusern und -wohnungen (gîtes) zu den Einnahmen des Ortes bei.

## Sehenswürdigkeiten
- Die Quelle Fontaine de Loulié wurde bereits unter Napoléon III. freigelegt; in der Umgebung wurden römische Militärutensilien gefunden. Im Jahr 2001 schuf eine neuerliche Ausgrabungskampagne weitestgehende Sicherheit bezüglich der korrekten Identifizierung des Platzes. Die Quelle ist seit 2010 als Monument historique anerkannt.[1]
- Der etwa zwei Kilometer nördlich des Ortes gelegene und aus dem 18. Jahrhundert stammende Landsitz Château de Termes dient heute als Hotel bzw. Restaurant.

## Persönlichkeiten
- Joseph Peyrode (1895–1962), Radrennfahrer